# 低線量被曝問題
低線量被曝問題（ていせんりょうひばくもんだい）とは、実効線量で概ね100〜200mSv以下の低線量の放射線被曝による生物影響に関する問題を言う。日本においては第五福竜丸事件を契機に、1950年代から原水爆実験の死の灰による低線量被曝が大きな社会問題となった。
環境放射能安全研究年次計画において重点的な研究課題として取り上げられたこともあり、その多くの知見は既に公表・出版されている。1958年に日本の海上保安庁の船が太平洋上でアメリカの水爆実験で被曝、翌年一人が白血病で亡くなった事件があり、従来、これは被曝線量が微量であるとして関係性が否定されてきたが、近年、当時の報告書の再分析が行われ、微量での低線量被曝の危険性の問題があらたに提起されている。

## 概要
被曝による放射線障害は、被曝線量に応じて確定的影響（deterministic effects）と確率的影響（stochastic effects）の二つに分類される。確定的影響については閾値（threshold）と呼ばれる線量が存在しその閾値以下の被曝では確定的影響は発生しない。一方で、確定的影響の閾値以下の被曝でも、確率的影響（具体的には主にガン）が発生する可能性（確率）は残る。
確率的影響は確定的影響とは異なり閾値が存在せず線量に応じて死亡リスクが増加するという直線しきい値無し仮説（Linear no-threshold hypothesis；LNT仮説）と呼ばれるモデルが取られる。LNT仮説は、動物実験、放射線療法を受けた患者の調査、広島・長崎の原爆被爆者の追跡調査、その他の被曝に関する疫学調査で統計的に裏付けがされている。しかし、100mSv〜200mSv以下の低線量域においては統計学的に十分なヒトや動物の正確な被曝データが存在しないため統計学的に有意な関係は不明である。
LNT仮説に従えば、どのように低い線量であっても放射線被曝は生体に対してリスクをもたらすと考えるべきである。しかしながら、低線量域における人体への影響が「科学的に」確定されていないことから、100mSv〜200mSv以下の線量域に確率的影響の閾値が存在しそれ以下の被曝は安全だ（リスクが0になる）という意見などが低線量被曝事故のたびに主張されており、結果的にICRPのALARA（アララ；As Low As Reasonably Achievable）の考え方を理解するにあたっての困難をもたらしている。

## 武谷がまん量とALARA（As low as reasonably achievable）
1954年（昭和29年）3月1日に米国はマーシャル諸島のビキニ環礁で第一回の水爆実験を実施したが、その実験に巻き込まれる形で第五福竜丸の乗組員は被曝し、海洋汚染により近辺海域のマグロやカツオが放射能汚染される事態となった。
さらに、水爆実験は大量の放射性物質を大気にまき散らしたため、5月中旬以降梅雨に入ると、全国各所において降雨に高い放射能が検知されることとなった。不安を感じた市民は、飲み水を一升瓶に入れて、各地の保健所へ検査を求め大勢つめかけるなど大きな社会問題となった。
これら事態を受け同年11月に日米放射能会議が開催されたが、漠然とした安全基準が示されるに止まり、市民の不安を取り除くには至らなかった。そのような不安を解消できない状況下において、次第に政府の方針に追従する学者たちを中心に、微量の放射線被曝による影響（確率的影響）については「許容量以下ならば無害である」という確率的影響の閾値として、科学的根拠なしに、許容量概念が利用されるようになっていた。
一方で、急性の放射線障害といった閾値の存在する確定的影響ではない確率的影響について、当時（1950年代中頃）においても、閾値が存在せず被曝線量の総和に比例して障害発生の確率が増えると考える説が世界の専門学者らによって科学的に大体認められてきていた。これはすなわち、許容量以下の被曝であっても人体に対しては有害であることを意味するが、しかし、かといって現に受けている被曝を無くす方法はない。
このような一般には納得しがたい状態をうまく説明するものとして、立教大学教授であった武谷三男は、放射線防護のための新しい考え方として、
という許容量のがまん量解釈を提唱した（武谷説）。ここで最も革新的であったのは、現代のICRPによる放射線防護の考え方でいうところの行為の正当化（the justification of practice）の考え方を明確に導入したことであった。
| 被曝形態 | 線量限度（許容量）                                                                              | 被曝に伴う利益 | 線量限度以下の被曝をがまんする理由                                               |
| -------- | ----------------------------------------------------------------------------------------------- | -------------- | -------------------------------------------------------------------------------- |
| 医療被曝 | なし（無制限）                                                                                  | 病気の治癒     | 放射線治療などをせずに病気を進行させてしまうリスクの方が被曝リスクよりも高いため |
| 職業被曝 | 電離放射線障害防止規則（昭和四十七年労働省令第四十一号）第四条１項:放射線業務従事者の被ばく限度 | 危険手当など   | 被曝によるリスクを抱えるに見合った手当を給与に上乗せしてもらえるため             |

### ICRPによるALARA の考え方
一方で、原水爆実験による被曝は日本に限らない国際的な問題であったことから、国際放射線防護委員会（ICRP）もその1958年の勧告において、放射線防護の基本的考えとしてALAP（As Low As Practicable：実用可能な限り低く）と呼ばれる概念を導入した。これは概ね
という前提の下で、「被ばく線量は実用可能な限り低くすべきある」（doses be kept as low as practicable）という考え方である。
さらに、ALAPという表現は、様々な検討を踏まえた上で、内容をより明確に表わすため、ICRP Publication 22(昭和48年勧告）において、ALARA（As Low As Reasonably Achievable：合理的に達成できる限り低く）という表現に変更されることとなった。これは、
という基本精神に則り、被曝線量を制限するという考え方である。「社会的、経済的要因を考慮して」という条件がついていることからわかるように、これは、できるだけ被曝線量は低く抑えようと努力する一方で、低い被曝線量をさらに最小化しようという努力が、その効果に対して不釣り合いに大きな費用や制約、犠牲を伴う場合には、よしとしないというものである。

### 被曝状況に応じた防護の最適化
このALARA（防護の最適化）の考え方を具体的に実行するにあたり、ICRPはその2007年勧告において計画／現存／緊急時という3つの被曝状況（exposure situation）と呼ばれるものを導入し、それら被曝状況に応じた防護の最適化方法などについて定めた。
これによれば、平常時における被曝である計画被曝状況では、線量限度を定めた上でそれを遵守しなくてはならない（例えば、法令などによって定められている公衆の被曝線量1mSv/年など）。一方で、緊急時被曝状況が過ぎ去った後の現存被曝状況においては、線量限度は定められず、代わりに「参考レベル」として年間1〜20mSvの間の線量が定められる事になる。
もっとも、これらの数値は原爆被災者の当時の被曝量を仮説に基づいて爆心地からの距離で事実上決めつけるような形で推定、被曝者の放射線影響をもとに国際原子力機関（IAEA）が提示したもので、そもそもIAEA自体が原子力開発を目指す研究者や組織による機関ではないかとの批判もある。また、同様に原子力開発を目指す者の団体であっても実際の原爆被災者の被曝量を半分程度にみる団体もある。自然界に放射線はもともと存在し、量も地域によってバラバラで、その既被曝総量は個人個人で明確でない。そのため、結局、多少の被曝案件が生じても、もともとの自然放射線の被爆量もあることから、往々にしてこの程度の被曝量であれば誤差の範囲として、原子力開発の推進者側からは処理されるのが実情である。
なお、1958年に日本の海上保安庁の船が太平洋上でアメリカの水爆実験で被曝、翌年一人が白血病で亡くなった事件があり、従来、これは測定値から算出した被曝線量は微量であるとして関係性が否定されてきたが、近年、当時の報告書の再分析が行わたところ、微量の放射線被曝量とされながら様々な急性障害が発生しており、内一人は20mSVの被曝量でじきに体調変化を来し、そのまま白血病で１年後に亡くなっている。このため、広島大の原爆放射能医学研究所（現：放射線医学研究所）の元研究員であった斎藤紀（すすむ）医師は微量放射線被曝の危険性についてあらたに問題提起している。

## 直線しきい値無し仮説（LNT仮説）
統計的に検証できない低線量の被曝についても、線量とがんや白血病などの発生確率は比例すると考えるのが直線しきい値無しモデル（LNTモデル）と呼ばれる仮説である。LNTモデルは1977年のICRP勧告第26号において、人間の健康を護る為に放射線を管理するには最も合理的なモデルとして採用された。この勧告では、個人の被曝線量は、確定的影響（急性放射線障害）については発生しない程度、確率的影響（がんや白血病など）についてはLNTモデルで計算したリスクが受容可能なレベルを越えてはならず、かつ合理的に達成可能な限り低く (as low as reasonably achievable, ALARA) 管理するべきであり、同時に、被曝はその導入が正味の利益を生むものでなければならないことを定めている。
ICRPによるガンのリスク係数
ICRPは、100mSv以下の被曝線量域を含め、被曝線量とその影響の発生率に比例関係があるとするモデル（直線しきい値無し(LNT)仮説）に基づいて放射線防護を行うことを推奨している。このモデルに基づく全世代を通じたガンのリスク係数は100mSvあたり0.0055（100mSvの被曝は生涯のがん死亡リスクを0.55%上乗せする）に相当する。

## ALARAの前提に対する様々な反証の主張
ALARAは一つの放射線防護のための考え方であるが、それはあくまで『低線量であっても被曝することは有害である（リスクをもたらす）が、その有害さはあくまで社会的に容認される程度のものである』というドグマに基づいたものである。そのため、仮に、低線量域の被曝に関してそのドグマに反する特異的事象（黒い白鳥）が存在すればALARAの考え方は社会的に妥当とは言えなくなる。
そのような構造からか、様々な意図の下に様々な人物・団体がこのような黒い白鳥の存在を主張しているが、現在のところALARAの考え方を社会的に覆すには至っていない。

### LNT仮説のリスク係数に対する疑念の主張
2005年に発表された、世界保健機関の外部組織国際がん研究機関（IARC）のE.Cardisらによる、15か国の原子力発電所等の放射線作業者（約40万人）が受けた外部被曝の健康影響についての疫学研究では、対象となった集団（平均累積線量は19.4mSV、作業者の90%が50mSV以下の累積線量、5%未満が100mSV以上の累積線量、0.1%未満が500mSV以上の累積線量）における、白血病を除くガン死亡に対する過剰相対リスクは1Sv当たり0.97（95%信頼区間 0.14to1.97）、白血病（慢性リンパ性白血病を除く）に対する過剰相対リスクは1Sv当たり1.93（95%信頼区間 ＜0to8.47）と推定している。また、その推定は、累積線量100mSvの被曝がガン死亡率（白血病を除く）が9.7%(1.4-19.7%)増加することに結びつくだろうということを示唆するとしている。また、リスクの中央推計値に基づいて、このコホートの労働者のガン死亡(白血病を含む)の1-2%が放射線に起因するかもしれないと推定している。この研究について、財団法人放射線影響協会は「これらの表現を妥当とは認めず、低線量放射線による明確な健康影響が見出されたとの性急な解釈、判断は厳に慎しむべきであると考える」としている。読売新聞（2005年6月29日夕刊）は「国際基準で許容される上限（5年間で100ミリ・シーベルト）まで被ばくした場合、がんに対する死亡率が約10%増加すると推計できることがわかった」「上限まで被ばくした従事者はごく一部に過ぎず、一人あたりの累積平均被ばく線量は19ミリ・シーベルトで、こうした平均的なケースでは、がん死亡率は2%ほど増加する可能性が示された」と報道している。

### リスクを過小評価しているという批判
しきい値はないがICRPはリスクを過小評価しているという批判もある。

#### 欧州放射線リスク委員会の勧告
欧州緑の党が設立した民間団体欧州放射線リスク委員会 (ECRR) は2003年勧告の中で、セラフィールド再処理施設の小児白血病の発生率がICRPの基準からの予測値より100倍以上多いと報告している。その上でホットパーティクル仮説（1974 年、タンプリンとコクランによって主張された、放射性物質の微粒子による局所被曝の危険性は全身被曝より高いとする仮説。ICRPは支持していない。）を採用するならば、現在のLNT仮説は内部被曝や低線量の被曝を過小評価しているため、放射線防護基準はICRPの基準より少なくとも10倍厳しくするべきだと主張している。また同委員会は、国連発表による1945年以降から1989年までの人口に対する被曝線量から、放射線被曝によるガン死亡者数を約6160万人と算出しており、他方、ICRP基準では約117万人となると試算している。
ホットパーティクル仮説がICRP等に採用されない理由は、理論的には、微粒子内部で発生したα線やβ線（特にα線）の一部が微粒子外に出る前に吸収されてしまう現象（自己吸収）による放射線量の減少、および、微粒子近くの細胞が致死線量を超える放射線にさらされること（over kill）により総線量の一部が死滅した細胞内で消費されて生きた細胞に与える障害が減ることである。これらは放射性物質が微粒子状分布でなく均等分布をしている方が生きた障害細胞を多く残しやすいことを意味しており、ホットパーティクル仮説を支持しない。また動物実験データや、放射線障害の知見の少なかった時代に作られたX線造影剤トロトラスト（二酸化トリウムを含むコロイド製剤）を血管内投与された人々などの発癌等のデータは投与放射能量から計算される内部被曝線量で予想される程度かさらに低い発症率を示しているため、ICRP等はホットパーティクル仮説を採用していない。
なお、セラフィールドの小児白血病の過剰発生を説明する説には、火災事故以外の放射性物質のずさんな排出管理による過剰被曝、セラフィールドの労働者だった父親の被曝、同定されていないウイルスの感染などがあり、原因は明確ではない。

### 低線量のX線照射
K.RothkammとM.Lobrichは、ヒト細胞において、高線量のX線照射によるDNA二本鎖切断は効率的に修復されたが、低線量のX線照射（約1mGy）によるDNA二本鎖切断は数日を経ても修復されなかったと報告し、高線量のX線と低線量のX線に対するヒト細胞の反応が異なることに注意を喚起している。また、X線照射後にヒト細胞が細胞分裂を重ねると、DNA二本鎖切断はX線照射以前の水準に戻るが、これは修復されないDNA二本鎖切断を持つ細胞が除去されることによると推察している。

### 放射線ホルミシス仮説
少量の放射線被曝がもたらす影響について、「むしろ健康によい」と考える者もいる。科学上も過去に何度か「少しの被曝は体内活動を活性化するので健康に良い」という視点で研究が行われたが、そういったものの1つに放射線ホルミシス仮説がある。ミズーリ大学のトーマス・D・ラッキー教授へNASAが宇宙における放射線の宇宙飛行士への身体への影響調査を依頼をし、その調査結果の発表に端を発する。日本では電力中央研究所の放射線安全研究センターによる放射線ホルミシス効果検証プロジェクトに繋がっている。

### ペトカウ効果
ペトカウ効果は、「液体の中に置かれた細胞は、高線量放射線による頻回の反復放射よりも、低線量放射線を長時間、放射することによって容易に細胞膜を破壊することができる」という現象である。「長時間の低線量放射線被曝の方が短時間の高線量放射線被曝に比べ、はるかに生体組織を破壊する」等とも表現されることもある。ペトカウ効果の発見は、合計被曝線量あるいは線量率とその被曝結果は直線的な関係となる（線形効果、線形閾値なし理論）だろうという、従来のLNT仮説を見直す契機ともなった。